# Albert Vogt (Byzantinist)
François Charles Albert Vogt (* 5. August 1874 in Genf; †  4. Oktober 1942 ebenda) war ein Schweizer Historiker und Byzantinist.
1899 zum Priester geweiht, studierte er in Paris unter Charles Diehl Byzantinistik. 1908 promovierte er an der Universität Paris zum Docteur ès lettres. Von 1910 bis 1921 war er außerordentlicher Professor für zunächst Allgemeine, später Neuere Geschichte in der philosophischen Fakultät der Universität Freiburg (Schweiz), 1919–1928 war er Erzpriester und Pfarrer von Notre-Dame in Genf. Danach widmete er sich wieder byzantinistischen Studien, darunter bes. Ausgaben byzantinischer Texte, vor allem eine kommentierte griechisch-französische Ausgabe des 1. Buchs des Zeremonienbuchs des Kaisers Konstantinos Porphyrogennetos, sowie Arbeiten zum byzantinischen Theater und zur Topographie Konstantinopels.
Ab 1908 war Vogt zusammen mit Alfred Baudrillart (1859–1942) und dem Oratorianerpater Urbain Rouziès (1872–1956) Mitbegründer des Dictionnaire d’histoire et de géographie ecclésiastiques (erste Lieferung 1909, erster Band 1912 vollendet); 1910 gründete er die Zeitschrift Analecta Gallicana, Revue d'Histoire de l'Église de France.

## Schriften
- Basile Ier, empereur de Byzance (867–886), et la civilisation byzantine à la fin du IXe siècle. Picard, Paris 1908.
- Vie de S. Luc le stylite. In: Analecta Bollandiana. 28, 1909, S. 5–56.
- Le théâtre à Byzance et dans l’empire du IVe au XIIIe siècle I. Le théâtre profane. Bière, Bordeaux 1932. (Besprechung)
- Oraison funèbre de Basile I par son fils Léon VI le Sage. Éditée avec introduction et traduction par Albert Vogt et Irenée Haussherr. Pontificium Institutum Orientalium Studiorum, Rom 1932 (Orientalia Christiana. 26, 1).
- Constantin VII Porphyrogénète. Le Livre des cérémonies. Tome I: Livre I. Chapitres 1–46 / 37. Texte établi et traduit par Albert Vogt; Commentaire. Livre I, Chapitres 1–46 (37) par Albert Vogt. Paris, «Les Belles Lettres» 1935; Tome II. Livre I, Chapitres 47 (38)-92 (83). Texte établi et traduit par Albert Vogt; Commentaire. Livre I, Chapitre 47 (38)-92 (83) par Albert Vogt. Ebd. 1939. 1940, Nachdr. 1967 u. ö. (Collection byzantine publiée sous le patronage de l’Association Guillaume Budé)
- L’hippodrome de Constantinople. In: Byzantion. 10, 1935, S. 471–488.